# 1876 az irodalomban
Az 1876. év az irodalomban.

## Események
- Aigner Lajos (írói nevén Abafi Lajos) könyvkiadó megindítja és szerkeszti is az első magyar irodalomtörténeti folyóiratot, a Figyelőt (1876–1889)[1]
- Melvil Dewey amerikai könyvtáros megalkotja a könyvtári besorolásra szolgáló, róla elnevezett Dewey decimális rendszert

## Megjelent új művek

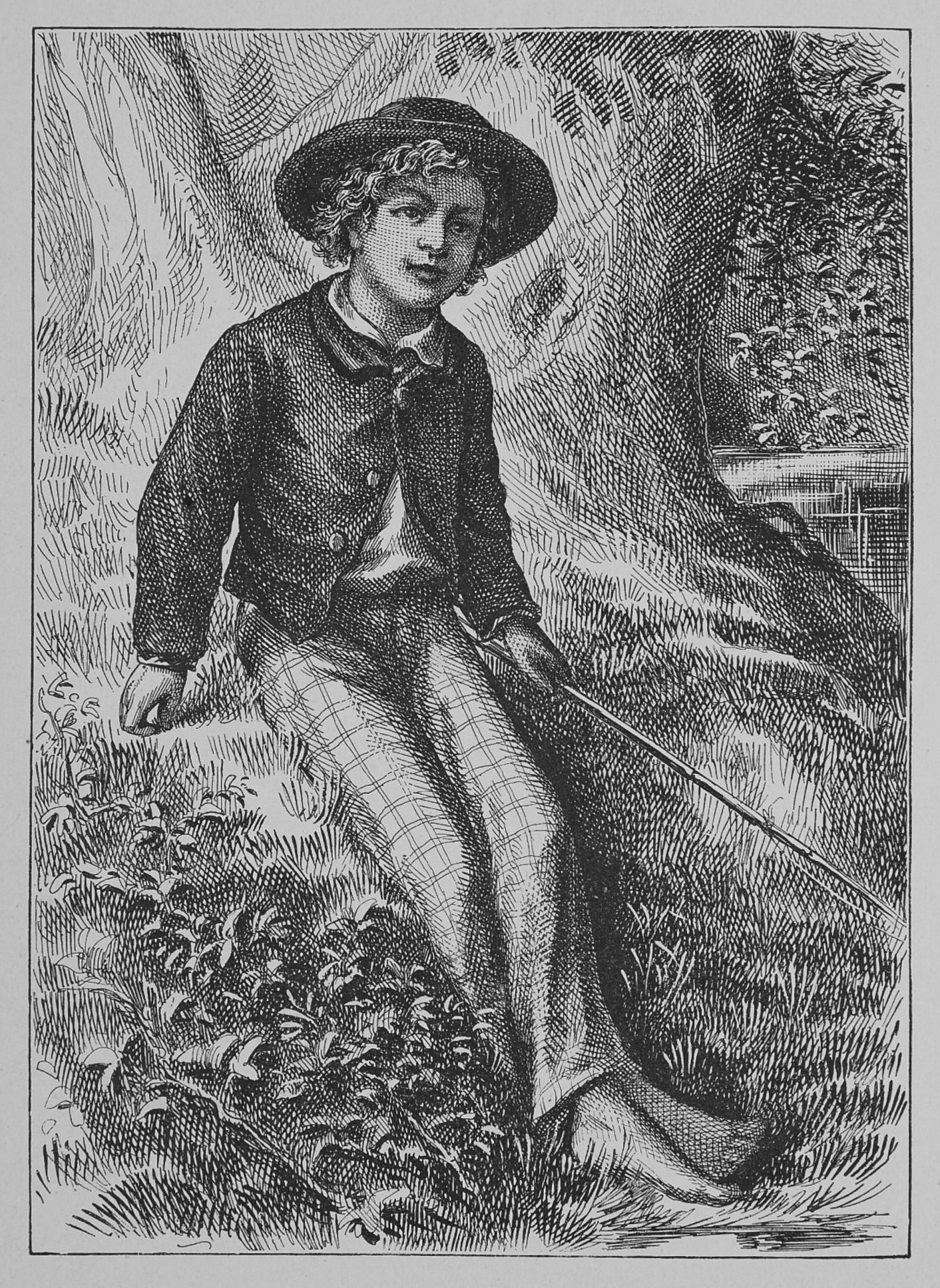
Tom Sawyer kalandjai (1876)

- Wilkie Collins angol regény- és drámaíró: The Two Destinies[2]
- Felix Dahn német költő, író, történénész: Ein Kampf um Rom (Küzdelem Rómáért), a maga korában népszerű történelmi regény[3]
- Fjodor Mihajlovics Dosztojevszkij elbeszélése: A szelíd teremtés (Кроткая)
- George Eliot regénye: Daniel Deronda
- Benito Pérez Galdós spanyol író regénye: Doña Perfecta (Dona Perfecta)
- Jens Peter Jacobsen dán író első regénye: Grubbe Mária (Fru Marie Grubbe)[4]
- Józef Ignacy Kraszewski lengyel író történelmi regénye: Stara baśń… (Régi mese)
- Conrad Ferdinand Meyer svájci író történelmi regénye: Jürg Jenatsch
- Mark Twain világszerte kedvelt ifjúsági regénye: Tom Sawyer kalandjai (The Adventures of Tom Sawyer
- Jules Verne regénye: Sztrogof Mihály (Michel Strogoff)
- Émile Zola regénye: A kegyelmes úr (Son Excellence Eugène Rougon)

### Költészet
- Lewis Carroll nonszensz-költeménye: The Hunting of the Snark
- Franciaországban megjelenik a parnasszisták utolsó közös kötete: Le Parnasse contemporain (Jelenkori Parnasszus). Az első 1866-ban, a második 1871-ben jelent meg.
- Stéphane Mallarmé költeménye: Egy faun délutánja (L’Après-midi d’un faune), ebből születik később Claude Debussy zeneműve
- Cesare Lombroso olasz kriminológus könyve: L'uomo delinquente (A bűnöző ember)[5]

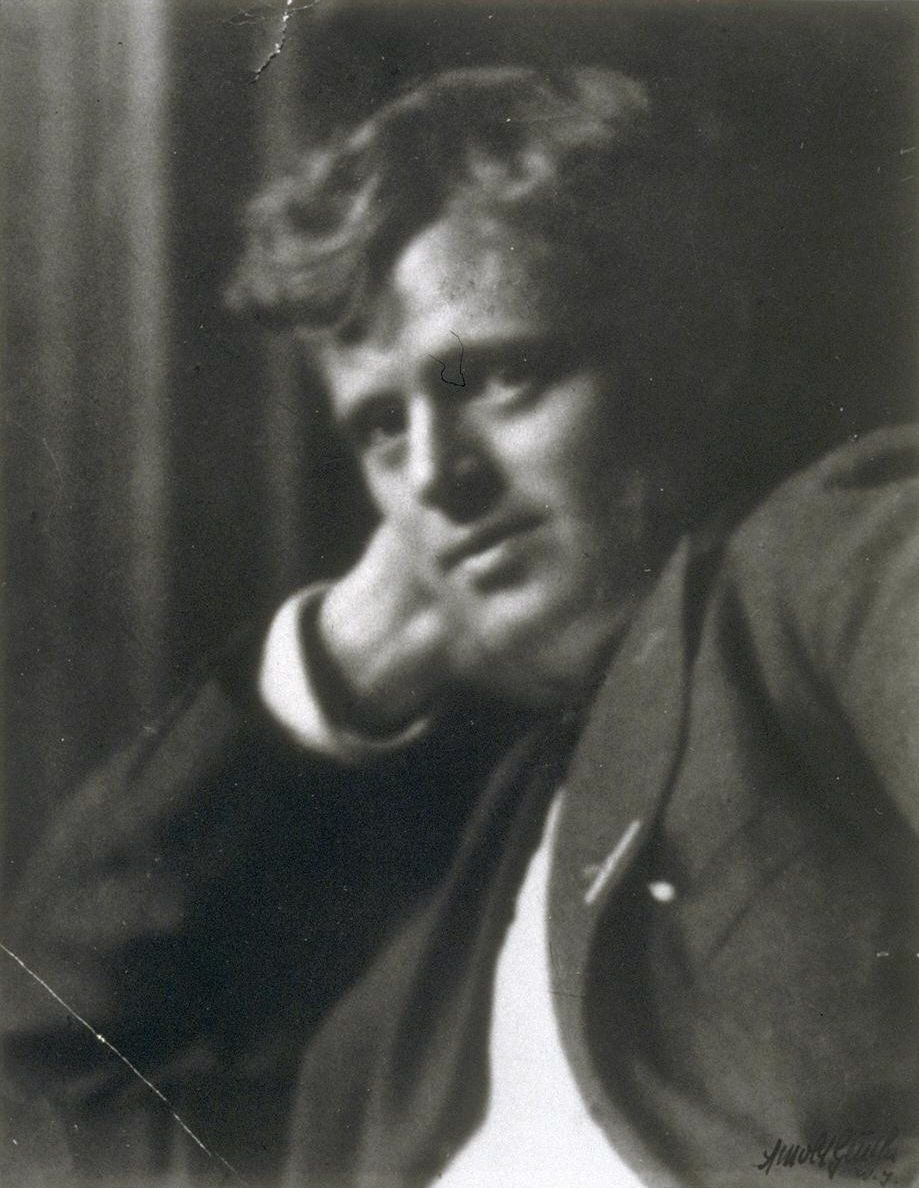
Jack London

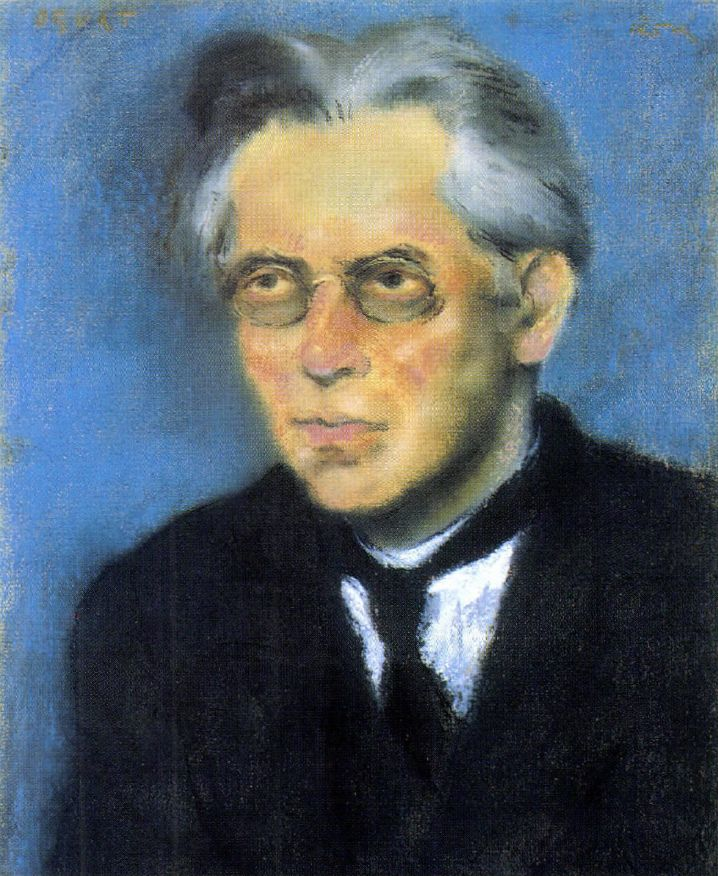
Osvát Ernő

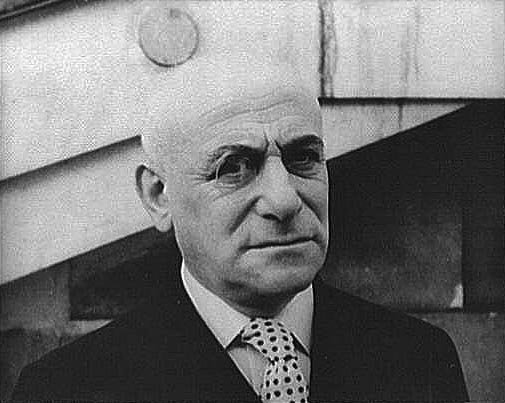
Max Jakob

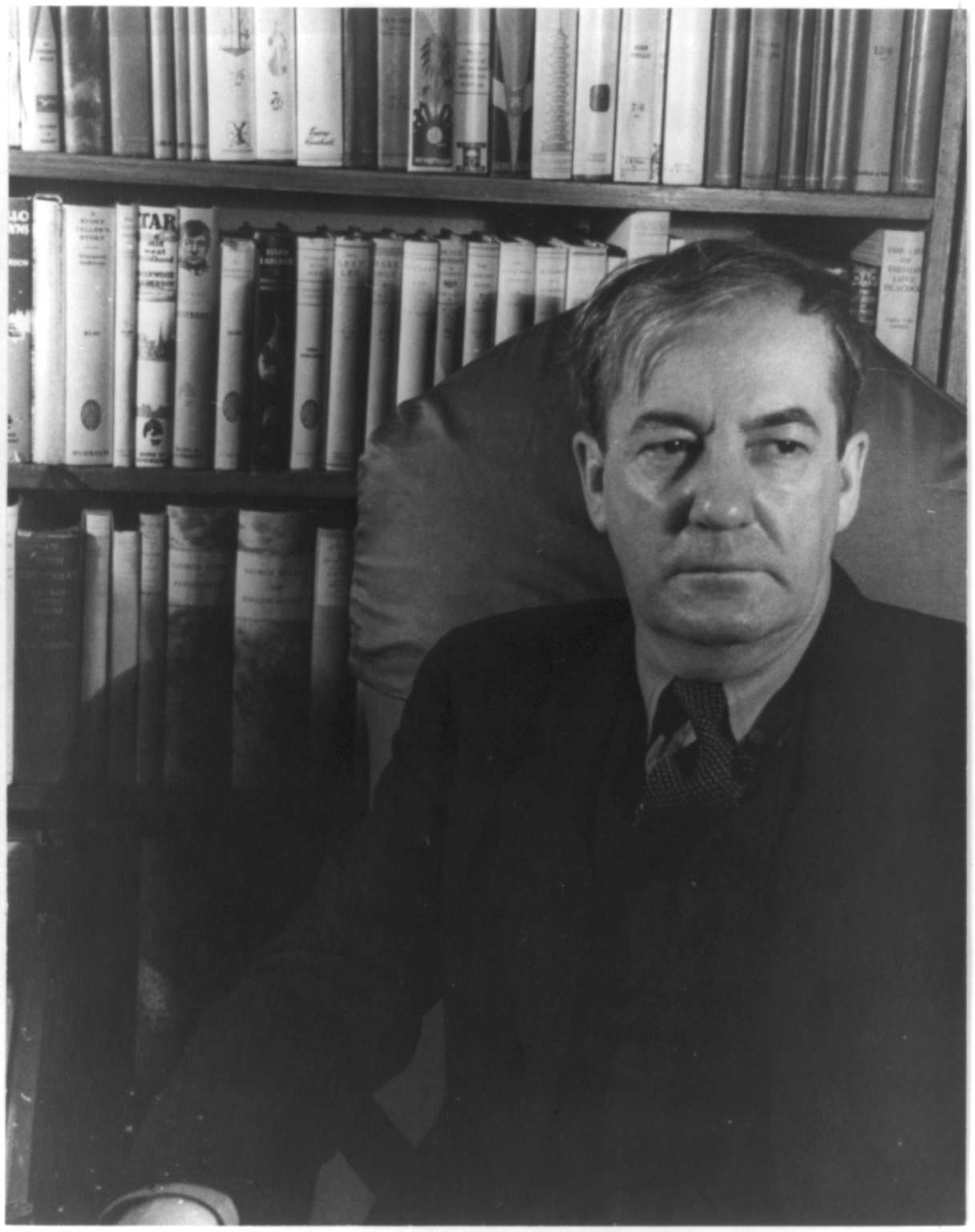
Sherwood Anderson

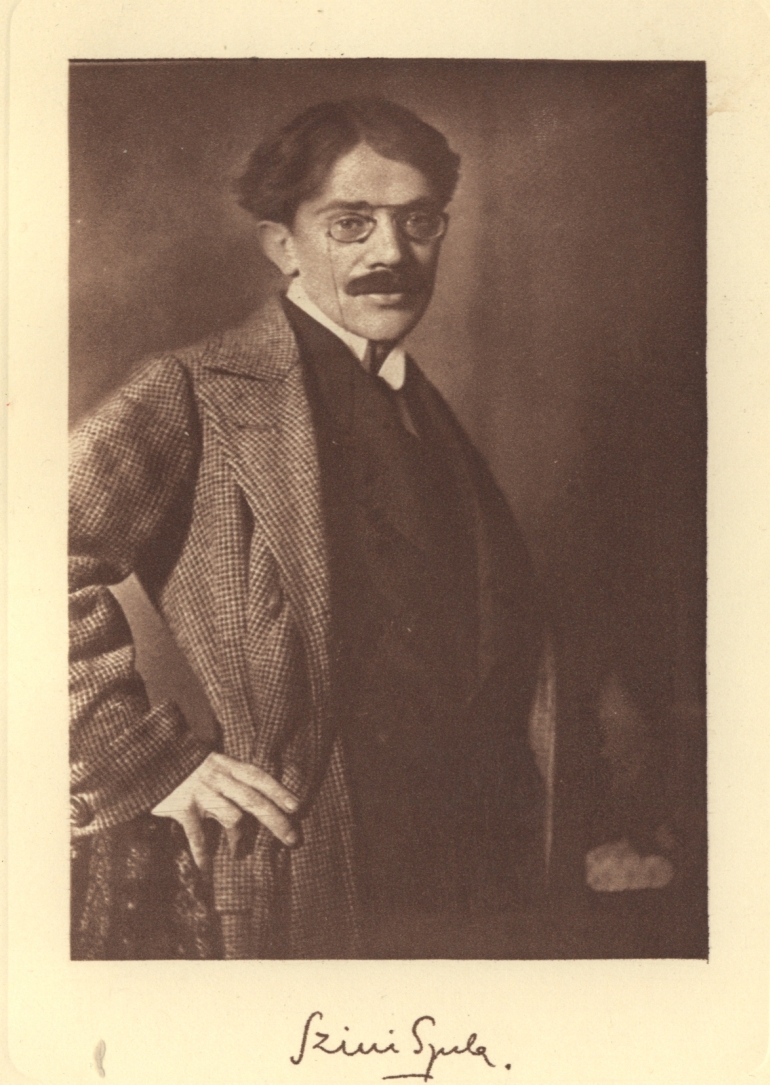
Szini Gyula

### Dráma
- Henrik Ibsen drámai költeménye, a Peer Gynt színpadi változatának bemutatója Edvard Grieg zenéjével
- Émile Augier színműve: Madame Caverle, bemutató

### Magyar nyelven
- Csiky Gergely: A vad ember, regény
- Kiss József Költeményei (1868–1876). Ebben jelent meg először hiteles szövegben Simon Judit című balladája, mely a költő iránt fölkeltette a közönség érdeklődését
- Vajda János kötete: Újabb költemények
  - Alfréd regénye, elbeszélő költemény

## Születések
- január 12. – Jack London amerikai író, elbeszélő († 1916)
- január 13. – Jānis Akuraters lett író, drámaíró, a lett Nemzeti Színház alapítóinak egyike († 1937)
- április 7. – Osvát Ernő író, szerkesztő, kritikus; 1908–1929 között a Nyugat folyóirat szerkesztője († 1929)
- május 10. – Ivan Cankar szlovén író, költő, drámaíró, a szlovén irodalom világirodalmi jelentőségű nagysága († 1918)
- május 30. – Vladimir Nazor horvát költő, író, műfordító, politikus, a 20. század első felének egyik legnagyobb horvát költője († 1949)
- július 12. – Max Jakob francia író, költő, festő és kritikus († 1944)
- szeptember 13. – Sherwood Anderson amerikai író († 1941)
- október 9. – Szini Gyula író, esszéíró († 1932)
- december 22. – Filippo Tommaso Marinetti, az olasz avantgárd irodalom híres személyisége, fasiszta politikus, az olasz futurizmus „atyja” († 1944)

## Halálozások
- február 26. – Tóth Ede vándorszínész, költő, népszínműíró (* 1844)
- március 5. – Marie d’Agoult francia írónő (Daniel Stern álnéven), utóbb Liszt Ferenc élettársa, a francia romantika és a politikai publicisztika jeles képviselője (* 1805)
- május 26. – František Palacký cseh történetíró, politikus, író, a cseh tudományos élet és közélet egyik szervezője, kiemelkedő alakja (* 1798)
- június 1. – Hriszto Botev bolgár költő, újságíró, forradalmár, a „bolgárok Petőfije” (* 1848)
- június 8. – George Sand francia írónő, novellista (* 1804)
- június 27. – Harriet Martineau angol írónő és filozófus (* 1802)
- július 15. – Aleksander Fredro lengyel költő, színműíró (* 1793)
- szeptember 12. – Anastasius Grün német költő és osztrák politikus (* 1806)
- október 12. – August Bielowski lengyel író, történész (* 1806)